# Теорема монотонности Александрова
Теорема монотонности Александрова — теорема о выпуклых многогранниках, доказанная А. Д. Александровым в 1937 году,,.

## Формулировки

### Прямая
Если между гранями двух замкнутых выпуклых многогранников в трёхмерном евклидовом пространстве установлено взаимно-однозначное соответствие так, что (i) единичные нормали к соответствующим граням совпадают и (ii) ни одну из граней нельзя поместить внутри соответствующей ей грани параллельным переносом, то многогранники получаются один из другого параллельным переносом (и, в частности, они конгруэнтны).

### Через монотонные функции
Функция {\displaystyle f(Q)} называется монотонной функцией многоугольника {\displaystyle Q}, если она обладает свойством: {\displaystyle f(Q_{1})>f(Q_{2})}, если {\displaystyle Q_{2}} можно поместить внутри {\displaystyle Q_{1}}.
Пусть {\displaystyle P_{1}} и  {\displaystyle P_{2}} — замкнутые выпуклые многогранники в трёхмерном евклидовом пространстве с гранями {\displaystyle Q_{1}^{1},\dots ,Q_{1}^{n}} и {\displaystyle Q_{2}^{1},\dots ,Q_{2}^{n}} соответственно, причём для любого {\displaystyle k=1,\dots ,n} выполнены условия: (i) единичные нормали к граням {\displaystyle Q_{1}^{k}}  и {\displaystyle Q_{2}^{k}}  совпадают и (ii) существует монотонная функция {\displaystyle f_{k}} такая, что {\displaystyle f_{k}(Q_{1}^{k})=f_{k}(Q_{2}^{k})}. Тогда многогранники  {\displaystyle P_{1}} и  {\displaystyle P_{2}} получаются один из другого параллельным переносом (и, в частности, они конгруэнтны).

## Замечания
- Для трёхмерного пространства теорема Александрова о выпуклых многогранниках обобщает теорему единственности Минковского, утверждающую, что «два равных многогранника с попарно параллельными и равновеликими гранями равны и параллельно расположены». В самом деле, в качестве монотонной функции многоугольника {\displaystyle f(Q)} здесь достаточно взять площадь.
- Утверждение, получающееся из теоремы Александрова о выпуклых многогранниках, если в ней в качестве монотонной функции многоугольника {\displaystyle f(Q)} взять периметр, интересно в тем, что уже более 70 лет геометры не могут найти соответствующей теоремы существования.
- В евклидовом пространстве размерности 2 утверждение, аналогичное теореме Александрова о выпуклых многогранниках, верно, но тривиально.
- В евклидовом пространстве размерности 4 (и во всех более высоких размерностях) утверждение, аналогичное теореме Александрова о выпуклых многогранниках, неверно. В качестве контрпримера можно взять четырёхмерный куб с ребром 2 и четырёхмерный прямоугольный параллелепипед с рёбрами 1, 1, 3, 3.
- О равенстве многомерных выпуклых многогранников при невмещаемости их параллельных двумерных граней, см [4].